# Teorema de Wantzel

Construcción del heptadecágono (17 lados) con regla y compás

El teorema de Wantzel, establecido por Pierre Wantzel en 1837, especifica las condiciones necesarias y suficientes para que un número sea construible (mediante regla y compás). Hoy se expresa de la siguiente manera:
| El número real {\displaystyle x} es construible si y solo si existe una torre finita de extensiones de cuerpos {\displaystyle F_{0}\subseteq F_{1}\subseteq \cdots \subseteq F_{n}} tal que {\displaystyle F_{0}=\mathbb {Q} }, {\displaystyle x\in F_{n}} y {\displaystyle [F_{i}:F_{i+1}]=2} para todo {\displaystyle i\in \{0,1,...,n-1\}}. Es decir, {\displaystyle x} se encuentra en lo alto de una torre de extensiones cuadráticas de {\displaystyle \mathbb {Q} }, el cuerpo de los racionales. |

Wantzel deduce de su teorema una condición necesaria para que un número {\displaystyle x} sea construible:

Si el número real {\displaystyle x} es construible, entonces el grado de su polinomio mínimo en {\displaystyle \mathbb {Q} } es una potencia de 2.

Esta condición necesaria permite (por su contraposición) demostrar que la duplicación del cubo y la trisección del ángulo no son resolubles con regla y compás.
Sin embargo, esta condición necesaria no es suficiente. Por ejemplo, {\displaystyle x^{4}+2x-2\in \mathbb {Q} [x]} es un polinomio irreducible sobre {\displaystyle \mathbb {Q} } que es de grado 4, pero sus raíces no son construibles.

## Conceptos clave

### Número construible
La definición de un número construible (implícita en las operaciones con regla y compás) se basa en la de punto construible: es un valor real que representa la coordenada en una base ortonormal de un punto construible a partir de dos puntos de la referencia (entonces, el tercero es o no construible). Los puntos construibles se pueden obtener a partir de un número determinado de puntos, obtenidos ellos mismos a partir de los puntos de la base mediante una serie finita de intersecciones de líneas rectas y de circunferencias propias (de radio finito), obtenidos a su vez a partir de puntos previamente construidos.
Se demuestra que los puntos cuyas coordenadas son números construibles, son construibles, y que todos los números racionales son construibles. El cuerpo de los números racionales {\displaystyle \mathbb {Q} } es, por tanto, un subcuerpo de los números construibles.

### Demostración
El planteamiento es entonces el siguiente: si {\displaystyle K} es un cuerpo de números construibles (por ejemplo ℚ), se considera, en el plano, el conjunto {\displaystyle E_{K}} de todos los puntos cuyas coordenadas pertenecen a {\displaystyle K}. ¿Cuáles son los puntos que se pueden construir con una regla y un compás en un paso desde los puntos de {\displaystyle E_{K}}?
- El punto de intersección de dos líneas rectas
- El punto de intersección de una circunferencia y una línea recta
- El punto de intersección de dos circunferencias

en las condiciones que se especifican a continuación.

#### Intersección de dos líneas rectas
Dos líneas rectas {\displaystyle {\overline {AB}}} y {\displaystyle {\overline {CD}}} cuyos puntos {\displaystyle A,B,C} y {\displaystyle D} están en {\displaystyle E_{K}} tienen como ecuación
{\displaystyle ax+by+c=0} y {\displaystyle dx+ey+f=0} donde {\displaystyle a,b,c,d,e,f\in K.}
Encontrar las coordenadas {\displaystyle (x,\,y)} del punto de intersección {\displaystyle I} de estas dos líneas rectas equivale a resolver un sistema de ecuaciones lineales en {\displaystyle K}, de lo que se deduce que los reales {\displaystyle x} e y {\displaystyle y} son elementos de {\displaystyle K}. Por tanto, el punto {\displaystyle I} pertenece a {\displaystyle E_{K}}.

#### Intersección de una línea recta y una circunferencia
La línea {\displaystyle {\overline {AB}}} tiene la ecuación {\displaystyle ax+by+c=0} y la circunferencia con centro {\displaystyle C} y que pasa por {\displaystyle D} tiene la ecuación  {\displaystyle x^{2}+dx+y^{2}+ey+f=0}.
Encontrar las coordenadas de los puntos de intersección de la circunferencia y la línea recta equivale, por sustitución, a resolver una ecuación cuadrática en {\displaystyle K} de forma {\displaystyle p(x)=0} o {\displaystyle p(y)=0}. Si el punto de intersección existe, o esta ecuación tiene soluciones en {\displaystyle K}, o esta ecuación es irreducible en {\displaystyle K} pero tiene soluciones en la extensión cuadrática {\displaystyle L=K[x]/\langle p(x)\rangle }. Entonces, todos los números reales de {\displaystyle L} también son construibles, porque existe {\displaystyle a+bx}, donde {\displaystyle a} y {\displaystyle b} están en {\displaystyle K}, y {\displaystyle x} es solución de {\displaystyle p(x)=0}.

#### Intersección de dos circunferencias
Encontrar la intersección de dos circunferencias es como encontrar la intersección de una circunferencia con una línea recta, porque el sistema
{\displaystyle x^{2}+ax+y^{2}+by+c=0}; {\displaystyle x^{2}+dx+y^{2}+ey+f=0}
es equivalente a este otro sistema:
{\displaystyle x^{2}+ax+y^{2}+by+c=0}; {\displaystyle (a-d)x+(b-e)y+(c-f)=0}
Las coordenadas de los puntos de intersección pertenecen a {\displaystyle K}, o bien a una extensión cuadrática de {\displaystyle K} formada por números construibles.

#### Conclusión
Un número {\displaystyle x} es construible si y solo si se puede construir en un número finito de pasos por intersecciones de dos circunferencias, de dos líneas rectas o de una circunferencia y una línea recta, bajo las condiciones anteriores y partiendo de dos puntos de referencia cuyas coordenadas son, por tanto, racionales.
En los párrafos anteriores, se muestra que, para un paso, o las coordenadas permanecen en el cuerpo {\displaystyle K} de números de origen construibles, o bien saltan a una extensión cuadrática del mismo.
Por lo tanto, es posible construir una secuencia finita de subcampos de números reales {\displaystyle K_{0},K_{1},...,K_{n}} tal que:
- {\displaystyle K_{0}=\mathbb {Q} .}
- Para {\displaystyle 1\leq i\leq n}, se tiene que o {\displaystyle K_{i}=K_{i-1}} o {\displaystyle K_{i-1}\subseteq K_{i}} con {\displaystyle K_{i}} una extensión cuadrática de {\displaystyle K_{i-1}.}
- {\displaystyle x\in K_{n}.}

es decir, existe una serie de extensiones cuadráticas que verifican las condiciones requeridas (las redundancias {\displaystyle K_{i}=K_{i-1}} por supuesto pueden eliminarse).
Por el contrario, si existe una secuencia de subcuerpos reales L0, ...,  Ln que satisfacen las condiciones del teorema, entonces se demuestra por inducción sobre i que Li, 0 ≤ i ≤ n, es un cuerpo de números construibles. De hecho, los números racionales son construibles (L0 = ℚ), y cualquier elemento b de Li + 1, extensión del grado 2 de Li, es una solución de una ecuación de grado 2 con coeficientes en Li, ya que (1, b, b2), y se expresa a partir de los coeficientes por suma, multiplicación, división y raíz cuadrada de un número positivo. Sin embargo, el conjunto de números construibles es estable mediante estas operaciones (véase número construible y torre de extensiones cuadráticas).
Por tanto, se obtiene la caracterización enunciada en la introducción.

## Consecuencias
El teorema de Wantzel a menudo se aplica a través del siguiente corolario (también establecido por Wantzel):

Si a es un número construible, el grado de su polinomio mínimo es una potencia de 2.

De hecho, dado que a pertenece al último eslabón de una serie de extensiones cuadráticas de longitud finita n de origen ℚ, pertenece a una extensión L de grado 2n de ℚ (propiedad de grados de una extensión). El campo L es una extensión de cuerpo ℚ(a) y, aún por la misma propiedad de los grados de extensión, el grado de la extensión ℚ(a) de ℚ es un divisor de 2n, por lo que - incluso una potencia de 2.
Este corolario permite resolver varios problemas clásicos de la matemática griega, comprobando su imposibilidad.

### Duplicación del cubo
La duplicación del cubo no se puede resolver con una regla sin marcar y un compás.
Duplicar el cubo con una regla y un compás equivale a demostrar que el número {\displaystyle {\sqrt[{3}]{2}}}, la relación entre los lados de dos cubos tales que el primero tiene un volumen doble que el segundo, es construible. Sin embargo, el polinomio mínimo del número {\displaystyle {\sqrt[{3}]{2}}} es (X3 - 2). De hecho, este polinomio, cuyas raíces no son racionales, no se puede descomponer en ℚ(X) (uno de los factores sería de grado 1). Es de grado 3, y por lo tanto, según el corolario de Wantzel, este número no es construible. Se concluye entonces que la duplicación del cubo con regla y compás no es factible.

### Cuadratura del círculo
La cuadratura del círculo no se puede producir con una regla y un compás.
De hecho, cuadrar el círculo con una regla y un compás, es decir, determinar con una regla y un compás un cuadrado de área πr2, el área de un círculo de radio r, significaría que el número √π, y por lo tanto, el número π, es en sí mismo construible. Sin embargo, Carl Louis Ferdinand von Lindemann demostró en 1882 que π es un número trascendente. Basta entonces notar que un número construible con regla y compás es algebraico, lo que es inmediato mediante el teorema de Wantzel. El argumento esencial lo da el teorema de Lindemann, demostrado casi 50 años después del de Wantzel.

### Trisección del ángulo
La trisección del ángulo en general no se puede lograr con regla y compás.
Efectivamente, realizar la trisección del ángulo equivale a construir, desde el punto de coordenadas
{\displaystyle a=\cos(\theta ){\text{ y }}b=\sin(\theta ),}
el punto de coordenadas
{\displaystyle (\cos(q),\sin(q)){\text{ con }}q=\theta /3.}
Usando la fórmula trigonométrica
{\displaystyle \cos(3q)=4\cos ^{3}(q)-3\cos(q)},
se ve que cos(q) debe ser la solución de la ecuación:
{\displaystyle 4x^{3}-3x=a.}
Por tanto, la trisección del ángulo es factible si y solo si el polinomio 4X3 – 3X – a es reducible en {\displaystyle \mathbb {Q} (a)}, es decir, si admite una raíz que es una función racional de {\displaystyle a}, lo que nunca es el caso si {\displaystyle a} es transcendente (en particular si θ es un número algebraico distinto de cero), y ni siquiera es siempre el caso si {\displaystyle a} es algebraico: por ejemplo, para θ = π/3, {\displaystyle \mathbb {Q} (a)=\mathbb {Q} (1/2)=\mathbb {Q} } y 4X3 – 3X – 1/2 no tiene raíz racional, por lo que es irreducible en ℚ.
En algunos casos especiales, como θ = 2π (construcción de un triángulo equilátero) o θ = π (construcción de un hexágono regular), la trisección es posible. La imposibilidad de trisecar π/3, por lo tanto 2π/3, muestra que el eneágono regular (el polígono de 9 lados) no se puede construir con regla y compás, que es un caso especial de un resultado más general de De Wantzel (véase teorema de Gauss-Wantzel y la siguiente sección).

### Teorema de Gauss-Wantzel
En la misma publicación, Pierre-Laurent Wantzel utilizó su teorema para completar el trabajo de Gauss sobre polígonos regulares construibles, en el último capítulo de sus Disquisitiones arithmeticae, lo que conduce a lo que ahora se llama el teorema de Gauss-Wantzel. Gauss había demostrado que los polígonos regulares cuyo número de lados es un producto de distintos números primos de Fermat y una potencia de 2 son construibles con regla y compás, pero se contentó con formular la proposición complementaria sin demostrarla. Es este enunciado recíproco el que demuestra Wantzel:

El número de lados de un polígono regular construible con regla y compás, es el producto de números primos de Fermat distintos por una potencia de 2

Por ejemplo, los polígonos regulares con 7, 9, 11, 13, 14, 18, 19 o 21 lados no son construibles.
Construir un polígono regular con n lados equivale a dividir un círculo en n partes iguales y, por lo tanto, a construir un ángulo de medida 2π/n. Siempre se puede trabajar sobre el círculo de radio unidad, y por lo tanto, esto es equivalente a que el número cos(2π/n) sea construible, siendo entonces construible la segunda coordenada del punto en el círculo unitario porque sin(2π/n) = √1 – cos2(2π/n).
Siendo posible trazar la bisectriz de un ángulo con regla y compás, basta con demostrar el resultado para un número impar de lados. Volviendo a las potencias de un número primo impar, si dos números n y m son primos entre sí, y si los ángulos de medida 2π/n y 2π/m son construibles, entonces mediante la identidad de Bézout se pueden encontrar dos enteros u y v tales que 2π/nm = v 2π/n + u 2π/m. Por lo tanto, el ángulo de medida 2π/nm es construible (basta con sumar o restar un cierto número de veces cada uno de los ángulos construibles de medidas 2π/n y 2π/m, lo que se puede materializar con un compás sobre la circunferencia que se va a dividir). Por lo tanto, al usar la factorización de enteros se vuelve a que

Si el número de lados de un polígono regular construible con regla y compás es la potencia de un número primo impar, entonces esta potencia es 1 y este número primo es un número de Fermat

Sea p un número primo impar, k un número natural distinto de cero y q = pk tal que el polígono regular con q lados sea construible. Según el teorema de Wantzel (corolario) la extensión ℚ(cos(2π/q)) tiene por grado una potencia de 2. El número complejo cos(2π/q)+ i sin (2π/q) es la raíz del polinomio X2 - 2cos (2π/q) + 1, irreducible en ℚ(cos(2π/q)), por lo que la extensión ℚ(cos(2π/q) + i sin(2π/q)) es de grado 2 en ℚ(cos(2π/q)), y por lo tanto de grado una potencia de 2 sobre ℚ. Sin embargo, el complejo ei2π/q = cos(2π/q) + i sin(2π/q) es una raíz primitiva q-ésima de la unidad. Por lo tanto, es una raíz del polinomio ciclotómico de índice q=pk que es unitario e irreducible sobre ℚ, y en consecuencia, el polinomio estudiado es el polinomio mínimo de ei2π/q. El grado de este polinomio es φ(q) = pk–1 (p - 1). Dado que p es impar, este número solo puede ser una potencia de 2, o de 2m, si k = 1 y p = 1 + 2m. Luego se demuestra que este número no puede ser primo si p es un número de Fermat.
Además del teorema de Wantzel, la demostración se basa esencialmente en la irreductibilidad en ciclo de polinomios ciclotómicos con índice q = pk, con p primo, es decir
{\displaystyle \Phi _{p^{k}}(X)={X^{p^{k}}-1 \over X^{p^{k-1}}-1}=\sum _{j=0}^{p-1}X^{jp^{k-1}}}.
De hecho, está claro que ei2π/q es la raíz de este polinomio de grado pk–1(p - 1), y su irreductibilidad implica que es su polinomio mínimo.
Incluso se podría volver sobre los polinomios ciclotómicos con índices pk, con p primo, para k = 1 o k = 2, ya que si un polígono con n lados es construible, un polígono cuyo número de lados es un divisor de n es inmediatamente construible.
La irreductibilidad de los polinomios Φpk (X), siendo k un entero natural distinto de cero, se puede demostrar mediante el criterio de Eisenstein, aplicado al polinomio Φpk (X + 1) y al número primo p.